# Staatsfeiertag (Österreich)

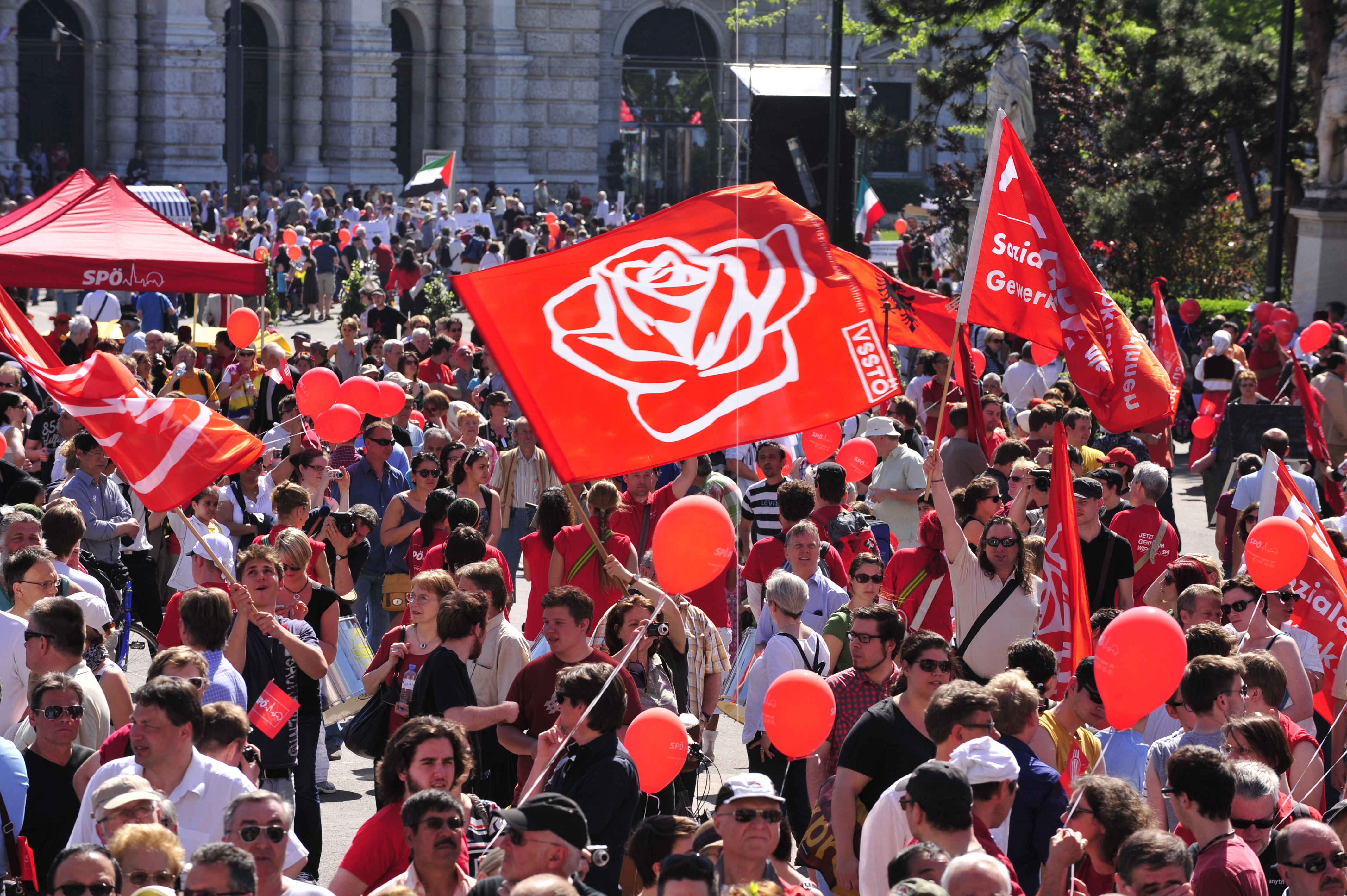
Der Erste Mai wird von den Feiern der SPÖ geprägt. Deklariert dem Staatsfeiertag gewidmete Veranstaltungen gibt es in Österreich nicht.

In Österreich ist der Erste Mai in seiner Rolle als Tag der Arbeit seit 1919 offizieller Feiertag und seit 1949 der als solcher benannte Staatsfeiertag. Daneben wird der 1. Mai vor allem durch die Maibaum-Feiern auch als traditionelles Frühlingsfest gefeiert.
Vormals war der Tag in Österreich, zeitweise auch weltweit, schon ab dem Mittelalter ein offizieller katholischer Feiertag. Er wurde unter Maria Theresia in Zusammenarbeit mit den Päpsten abgeschafft, behielt aber seine Bedeutung teilweise als ‚halber Feiertag‘. Der internationale Tag der Arbeit wurde davon unabhängig erstmals 1890 begangen, wobei Österreich eine Vorreiterrolle einnahm. In der Ersten Republik wurde er 1919 per Gesetz zum „allgemeinen Ruhe- und Festtag“ erklärt, zusammen mit dem ersten Staatsfeiertag 12. November (Tag der Ausrufung der Republik 1918).
Der austrofaschistische Ständestaat schaffte 1934 den Staatsfeiertag am 12. November ab und widmete den 1. Mai als neuen Staatsfeiertag zum Gedenken an die Proklamation der autoritären Maiverfassung um; nach dem Anschluss an das Dritte Reich wurde er wiederum durch den Nationalen Feiertag des deutschen Volkes ersetzt. Kurz vor Ende des Zweiten Weltkriegs belebte die provisorische Staatsregierung Renner den Feiertag im befreiten Wien spontan mit seiner ursprünglichen Bedeutung als Tag der Arbeit. Am 13. Mai wurde dann rückwirkend auf den 1. Mai wieder die Verfassung von vor der Maiverfassung mit einem Übergangsgesetz eingeführt. Im selben Jahr wurde der 1. Mai erneut per Gesetz zum offiziellen Feiertag.
Als der Nationalrat im Jahr 1949 die Wiedereinführung des Feiertages 6. Jänner („Heilige Drei Könige“) beschloss, wurden per Gesetz auch alle anderen Feiertage mit fixem Datum benannt (Neujahr, Weihnachten usw.). Der 1. Mai erhielt die Bezeichnung Staatsfeiertag, da er zu diesem Zeitpunkt der einzige nicht-religiöse Feiertag Österreichs war. Ein Gedenkbezug zu Österreich wurde dem Tag somit aber nicht gewidmet.
Obwohl im ganzen Land schul- und arbeitsfrei und eingetragen unter diesem Namen in den Feiertagskalendern, wird der Staatsfeiertag faktisch nicht als solcher begangen. Die Städte sind geprägt von den Feiern vor allem der Sozialdemokraten zum 1. Mai als Tag der Arbeit, als welcher der Tag auch vor allem bekannt ist. Ländliche Gemeinden pflegen an jenem Tag vor allem die Maibaum-Tradition. Der Staatsfeiertag nimmt im Bewusstsein der Österreicher eine untergeordnete Rolle ein und ist als solcher vielen Menschen gar nicht bekannt – darunter sind auch Staatsvertreter, Zeithistoriker und Journalisten.

## Geschichte: 1. Mai in Österreich und Staatsfeiertage

### Mittelalter bis Habsburgermonarchie
Der 1. Mai war in Österreich ursprünglich schon ab dem Mittelalter traditioneller Maifeiertag der bäuerlichen Frühlingsbräuche und als Heiligengedenken an Philipp und Jakob einer von vielen offiziellen katholischen Feiertagen in Österreich. Er gehörte auch zu den auf 33 reduzierten Feiertagen, die von Papst Urban VIII. in der Bulle Universa per orbem 1642 als verpflichtend zu haltend festgelegt wurden.
Maria Theresia ließ den Tag in einer großen Feiertagsbereinigung in mehreren Schritten abschaffen, um dem „verderblichen Müßiggang“ vorzubeugen. Nach Einholung einer Erlaubnis durch Papst Benedikt XIV. im Jahr 1753, mit dem auch andere Länder ab 1750 über eine Reduzierung der Feiertage verhandelten, erlaubte sie in einer Verordnung vom 21. Jänner 1754 an insgesamt 24 Feiertagen die Arbeit. Mit der neuen Einstufung als „Halbfeiertage“ blieb aber die Pflicht zum Kirchenbesuch vorerst aufrecht. Dies schmälerte auch den Erfolg der Maßnahme. Nach weiteren Verhandlungen ab 1770 mit dem Papst Clemens XIV. wurde die Bevölkerung 1771 an den meisten Halbfeiertagen vom Kirchenbesuch dispensiert und die Halbfeiertage somit, inklusive dem 1. Mai, offiziell vollständig abgeschafft – gegen den Willen Maria Theresias zusätzlich auch der Josefstag. Der Ostermontag, Pfingstmontag und Stefanitag wurden in Nachfolgeregelungen wieder als offizielle Feiertage gewertet und blieben es in Österreich bis heute, womit unter Maria Theresia letztlich insgesamt 22 Feiertage abgeschafft wurden.
Durchsetzen ließ sich die Abschaffung der Feiertage nur schwer, weil dies der Tradition und Lebenswelt der Landbevölkerung widersprach. Der 1. Mai im Besonderen blieb zumindest als „halber Feiertag“ oder „Bauernfeiertag“ in der Bevölkerung verankert und war auch langfristig oft zumindest schulfrei. Dies half der Sozialdemokratie später, ihn als Feiertag zum Tag der Arbeit zu etablieren, auch wenn die traditionelle Landbevölkerung (beispielsweise in Tirol) sich an den entsprechenden Feiern kaum beteiligte.
Maria Theresias Sohn Kaiser Joseph II. regierte ab 1765 als Mitregent in Österreich neben seiner Mutter und startete ein umfangreiches Reformprogramm. Mit seiner Öffnung des Praters für die Allgemeinheit 1766 und dem Niederreißen des Einlassgitters 1775 entwickelte sich die Kastanienallee im Prater zum Sammelplatz der besseren Gesellschaft. Es etablierte sich auch die Praterfahrt am 1. Mai, ein großes Frühlingsfest mit der Auffahrt hunderter prunkvoller Kutschen von Adel und reichen Bürgern als Höhepunkt. Die Praterfahrt war auch der Stichtag der Präsentation der neuesten Wiener Modeneuheiten. Durch die Beteiligung des Kaiserhauses etablierte sich der 1. Mai als Repräsentationsfesttag der Habsburgermonarchie, ohne ein offizieller Feiertag zu sein. Zeitweise fuhr Erzherzog Franz Karl von Österreich die erste Praterfahrt am 1. Mai, um den Rest des Tages in seinem Rosengarten zu verbringen. Die Zahl der Schaulustigen wurde 1845 mit 30.000 beziffert. Kaiser Franz Joseph I. nutzte die Praterfahrt (bzw. den Hinweg) auch mehrfach für Eröffnungen bedeutender Bauwerke und Veranstaltungen: 1858 die Franz-Joseph-Kaserne und mit ihr ein Teil des Franz-Josefs-Kais, 1865 die Wiener Ringstraße und 1873 die Wiener Weltausstellung.
Die Praterfahrt trug zusammen mit Konzerten und Volksfesten, die zur Feier des Frühlingsbeginns am 1. Mai begangen wurden, dazu bei, dass viele Gewerbetreibende und auch Großunternehmen ihren Arbeitern relativ bereitwillig zumindest am Nachmittag dieses Tages frei gaben.
Im 19. Jahrhundert entwickelten sich auch die Maibaum-Feste in ihrer heute bekannten, öffentlichen Form mit Volkstänzen, auch wenn sie noch nicht flächendeckend veranstaltet wurden.

### Tag der Arbeit

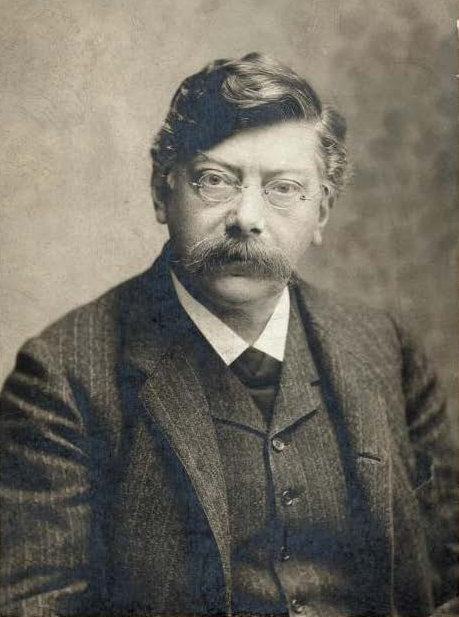
Victor Adler, der Gründer der österreichischen Sozialdemokraten, war die treibende Kraft zur Einführung der Maiaufmärsche in Österreich

Als ursprüngliches Ereignis zur Begründung eines Feiertages zu Ehren der Arbeit gilt eine Massendemonstration von Arbeitern in Australien 1856. Die Steinmetze und andere Arbeiter des Baugewerbes des Bundesstaates Victoria zogen am 21. April 1856 vor das Parlament und demonstrierten für den Achtstundentag. Die Regierung gab dieser Forderung nach, was von den Arbeitern in einer feierlichen Prozession am 12. Mai 1856 gefeiert wurde. Dieser Erfolg in Australien beflügelte den Kampf um den Achtstundentag weltweit und verbreitete die Idee, einen Feiertag zu Ehren der Arbeit einzuführen.
Am 1. Mai 1886 kam es zum mehrtägigen Haymarket Riot in Chicago 1886, der durch Polizeigewalt und eine mutmaßlich von Anarchisten gezündete Bombe in Blutvergießen endete. Der 1. Mai wurde als traditioneller moving day in Chicago und anderen Großstädten wie insbesondere New York für die Streiks und Proteste ausgewählt, da an diesem standardmäßig Berufsverhältnisse und Wohnorte ob des Ablaufs der alten Mietverträge wechselten. Die Gründe für die Setzung dieser moving days auf den 1. Mai sind umstritten. Gängige Thesen sind die Übernahme von entsprechenden Traditionen aus England (Pack Rag Day) und den Niederlanden (verhuisdag), wobei die Arbeiter sich dann auch auf Jahrmärkten präsentierten und sich neu anwerben ließen. Oft, aber nicht immer, wurde dieser Tag in Europa mit dem traditionellen Maifest zusammengelegt, welches dann auch als direkter Ursprung der moving days herangezogen wird. Im Falle von New York wird insbesondere auch auf die Überlieferung verwiesen, wonach die Niederländer am 1. Mai erstmals in Manhattan gesiedelt hätten. Jedenfalls hatten die Arbeiter durch die Proteste an diesem Tag eine gewisse Handlungsfreiheit, und die erhofften Ergebnisse der Proteste konnten gleich in die neuen Verträge aufgenommen werden.
Der Internationale Arbeiterkongress in Paris im Juli 1889 – zum hundertjährigen Jubiläum des Sturms auf die Bastille – legte den 1. Mai 1890 als zu feiernden „Weltfeiertag des Proletariats“ fest.
Unterstützt vor allem von Victor Adler, dem Gründer der Sozialdemokratischen Arbeiterpartei (SDAP) und der 1889 gegründeten Arbeiter-Zeitung, organisierten die österreichischen Arbeitervereinigungen für den 1. Mai 1890 einen Arbeiter-Aufmarsch als Spaziergang im Wiener Prater. Adler schrieb hierzu:

„Er ist sehr schön, der 1. Mai, und die Tausende von Bourgeois und Kleinbürgern werden es den Hunderttausenden von Proletariern gewiss gerne vergönnen, sich auch einmal das berühmte Erwachen der Natur, das alle Dichter preisen und wovon der Fabrikszwängling so wenig bemerkt, in der Nähe zu besehen.“

Adler selbst verbrachte den Tag im Gefängnis, da er 1889 wegen „anarchistischer Bestrebungen“ zu vier Monaten Gefängnis verurteilt worden war und diese Strafe kurz vor dem 1. Mai antreten musste. Die Organisation übernahm daher Ludwig August Bretschneider. Die mutmaßliche Hoffnung der Regierung, dadurch den Aufmarsch wesentlich zu stören, ging nicht auf. Durch den großen Erfolg der Veranstaltung mit etwa 100.000 Teilnehmern ohne jegliche Zwischenfälle nahm Österreich eine internationale Führungsrolle ein. Friedrich Engels äußerte dazu von London aus:

„Feind und Freund sind sich einig darüber, dass auf dem ganzen Festland Österreich, und in Österreich Wien den Festtag des Proletariats am glänzendsten und würdigsten begangen hat.“

Die Feiern wurden aber nicht nur in der Sozialdemokratie mitgetragen. Beispielsweise begrüßte auch der aus kleinbäuerlichen Verhältnissen stammende steirische Schriftsteller Peter Rosegger, der klagend über das Bauernsterben berichtete, den „Standesfeiertag“.
Infolge der Aufnahme der Arbeiterfrage in die Enzyklika Rerum Novarum von Papst Leo XIII. im Jahr 1891 hielt auch die christliche Arbeiterbewegung 1893 ihre erste Maikundgebung zur Verbesserung der Arbeitsbedingungen ab. In der weiteren Entwicklung wurde vielen Arbeitern vertraglich ein arbeitsfreier 1. Mai eingeräumt, im Jahr 1907 hatten schon etwa zwei Drittel der Arbeiterschaft dies erreicht. Zu einem offiziellen Feiertag führte die Entwicklung in der Österreich-Ungarischen Monarchie jedoch noch nicht.
Die Feier am 1. Mai 1912 stand neben den traditionellen Forderungen der Sozialdemokratie nach dem allgemeinen Achtstundentag und dem Wahlrecht auch für Frauen im Zeichen des Protestes gegen die heraufdämmernde Kriegsgefahr. In einer Resolution protestierten die Arbeiter „gegen die internationale Kriegsrüstung und gegen den Krieg“.

### Erste Republik
Mit der Niederlage im Ersten Weltkrieg zerfiel das Territorium der Habsburgermonarchie, und ihre Staatsform erlosch. Am 12. November 1918 erfolgte die Ausrufung des Staates Deutschösterreich, später bekannt als die Erste Republik. Unter der Staatsregierung Renner II, geführt von Karl Renner (SDAP), wurden per Gesetzesbeschluss vom 25. April 1919 der 12. November und der 1. Mai als „allgemeine Ruhe- und Festtage“ bestimmt.

„1. Zum immerwährenden Gedenken an die Ausrufung des Freistaates Deutschösterreich wird der 12. November eines jeden Jahres als allgemeiner Ruhe- und Festtag erklärt.
2. Gleichzeitig wird auch der 1. Mai eines jeden Jahres zum allgemeinen Ruhe- und Festtag erklärt.“

Der 12. November wurde somit zum ersten – zwar nicht im Gesetz, aber auch von offizieller Seite so bezeichneten – Staatsfeiertag Österreichs. In den Protokollen ist als Begründung festgehalten:

„Nach dem Vorbilde anderer Freistaaten (Frankreich, Nordamerikanische Union) soll auch unsere Republik ihren Staatsfeiertag im 12. November als ihrer legitimen Geburtsstunde besitzen. Gerade ein demokratisches Staatswesen braucht einen derartigen Festtag in Gestalt eines Arbeitsruhetages, zumal da gerade in der Demokratie die Zusammengehörigkeit von Bürger und Staat ganz besonders zum Ausdruck gelangt.“

Die Bezeichnung Nationalfeiertag wurde allerdings bewusst vermieden, da sich der Staat Deutschösterreich offiziell als „Bestandteil der deutschen Republik“ (Artikel 2 der Verfassung) bezeichnete und ein Großteil der Österreicher sich als der deutschen Nation zugehörig ansah. Die Bezeichnung Deutschösterreich und das Bekenntnis in Artikel 2 wurden auf Druck der Siegermächte per Gesetz vom 21. Oktober 1919 geändert. Eine breite identitätsstiftende Wirkung konnte der Staatsfeiertag 12. November nicht entfalten, da er mit dem für viele Österreicher bedauerlichen Wegfall der alten Ordnung und mit Fremdbestimmung durch die Siegermächte verbunden blieb.
Der Erste Mai hingegen erfuhr in der Ersten Republik steigende Bedeutung zur Repräsentation der Sozialdemokratie, vor allem in Wien. Die Maiumzüge 1919 und 1920 fanden noch dezentral in den Bezirken statt. Ab 1921 gab es wieder einen gemeinsamen Zug über die Ringstraße in den Prater, ab dem Folgejahr eine Versammlung vor dem Rathaus. 1926 wurde erstmals als Vorabend ein Fackelzug der Arbeiterjugend abgehalten. Der Maiaufmarsch in seiner heutigen Form mit großem Zug am Rathaus vorbei geht auf das Jahr 1929 zurück. Sportbewerbe unterstrichen den festlichen Charakter, ab 1932 im neu errichteten Praterstadion.

### Austrofaschismus
Der seit 10. Mai 1932 amtierende Bundeskanzler Engelbert Dollfuß führte Österreich mithilfe des erstmals im Oktober 1932 angewandten Kriegswirtschaftlichen Ermächtigungsgesetzes aus der Zeit der Monarchie schrittweise in eine Diktatur. Am 7. März 1933 löste Dollfuß bei der von ihm so genannten „Selbstausschaltung des Parlaments“ den Nationalrat auf, verbot Aufmärsche und Versammlungen und schränkte die Pressefreiheit ein. Im April 1933 wurde auch das Streikrecht aufgehoben. Die Sozialdemokraten reagierten für den 1. Mai mit einem Aufruf „zu einem friedlichen Spaziergang auf der Ringstraße“. Am 1. Mai riegelte die Regierung jedoch den Ring mit Sperren und bewaffneten Soldaten ab. Die Spaziergänge wurden daher zu Ausflügen ins Grüne umorganisiert.
Mit dem endgültigen Sturz der Ersten Republik nach dem Österreichischen Bürgerkrieg erfolgte in einer letzten Sitzung des Rumpfparlaments unter Ausschluss der jetzt verbotenen Sozialdemokraten am 30. April 1934 der Umbau zum austrofaschistischen Ständestaat. Das Regime strich den 12. November als Ruhe- und Festtag und widmete den 1. Mai als Tag der Verfassung zum „dauernden Gedenken an die Proklamation“ der nunmehrigen (oktroyierten) Maiverfassung um. Dollfuß erklärte hierzu in seiner Ansprache zur Proklamation im Praterstadion, das zwei Jahre zuvor noch die sozialdemokratischen Sportfeste beherbergt hatte:

„Der neue Staatsfeiertag am 1. Mai, der zum Kampftag proletarischer Klasseninteressen erniedrigt worden ist, soll wieder Tag der Arbeit, der Tag aller Arbeiter werden, dem die Wertung der Arbeit aller arbeitenden Menschen, ihr Zusammengehörigkeitsgefühl, das Gefühl des Aufeinanderverwiesenseins, das Gefühl des Einanderverpflichtetseins Inhalt und Form gibt … In diesem Jahre ist aber der 1. Mai auch der erste
Tag der neuen Verfassung Österreichs, der Tag, an dem das neue Österreich vor aller Welt in Erscheinung tritt.“

Dollfuß ergänzte dies um Verweise auf die erwachende Natur, die Jugend und vor allem „den Beginn des der Mutter Gottes geweihten Monats“. Ebenfalls ratifizierte der Ständestaat am 1. Mai 1934 das 1933 beschlossene Konkordat mit der katholischen Kirche und erhob es in Verfassungsrang, was die bestehende Allianz der Christlich-Sozialen mit der katholischen Kirche demonstrierte.
Bei den Feier zogen zu Fanfarenstößen Herolde, ein Gelehrter in Chronistentracht und ein von Dienern getragenes Buch der Geschichte ein, was die Traditionsverbundenheit des neuen Staates symbolisieren sollte. Die im Exil in Brünn erscheinende Arbeiter-Zeitung verspottete die Feier als „Gschnasfestzug“ und „kitschige Kopie des Mittelalters“. Die Sozialdemokraten hielten ihrerseits eine heimliche Feier zum Tag der Arbeit im Wienerwald ab.
Die Feiern zum Staatsfeiertag traten an die Stelle der nunmehr verbotenen Maiaufmärsche. Dies wird einerseits als gezielte Demütigung der nunmehr ausgeschalteten Sozialdemokraten angesehen, andererseits auch als Stärke des sozialdemokratischen Feiertages, dessen ersatzlose Abschaffung das Ständestaat-Regime immer noch nicht wagte. Der Staatsfeiertag wurde von 1934 bis 1937 begangen, unter anderem mit einem Trachtenumzug der Stände durch die Wiener Ringstraße. Jedoch bestimmte die Regierung 1936, dass die Arbeiter und Angestellten die durch den Feiertag ausgefallene Arbeitszeit binnen zwei Wochen einzubringen hätten.

### Nationalsozialismus
Im nationalsozialistischen Deutschland war der 1. Mai im Jahr 1933 zum „Tag der nationalen Arbeit“ umgedeutet und dabei auch erstmals in Deutschland zum offiziellen Feiertag erhoben worden. Ab 1934 trug er den Namen „Nationaler Feiertag des Deutschen Volkes“ und war damit vollständig seiner ursprünglichen Widmung beraubt. Allerdings buhlten die Nationalsozialisten weiterhin um die Gunst der Arbeiter, und die Umbenennung wurde nicht konsequent gehandhabt. So eröffnete im Jahr 1935 Joseph Goebbels seinen Aufruf deklariert zum „Nationalfeiertag des deutschen Volkes“ mit „Zum dritten Male feiern wir im Zeichen des Nationalsozialismus den Tag der deutschen Arbeit.“ Der Aufruf forderte explizit „Ehret die Arbeit und achtet den Arbeiter!“ Mit dem Anschluss im März 1938 wurde dieser Feiertag nunmehr auch in das samt seinem Staatsfeiertag erloschene Österreich eingeführt. Die Namen „Tag der deutschen Arbeit“ und „Nationalfeiertag des deutschen Volkes“ standen auch hier gemischt nebeneinander, beispielsweise bei der ersten Begehung 1938 in Tirol.
Bei der ersten Begehung des Feiertags in Wien organisierte die Wehrmacht einen „Weckruf“ mit Massenkundgebungen am Heldenplatz und einem aufwändigen Feuerwerk im Wiener Prater. Zur Symbolisierung des Anschlusses wurde in Berlin ein Maibaum aus dem Salzburger Ort Seekirchen am Wallersee aufgestellt, in Wien im Gegenzug einer aus Garmisch-Partenkirchen. Die Nationalsozialisten pflegten die Maibaum-Traditionen intensiv als angeblich altes germanisches Brauchtum. Während des Zweiten Weltkriegs verlor der Feiertag an Bedeutung zugunsten der propagierten Erfüllung der Kriegsdienste und Durchhalte-Mentalität, aber Maibaumfeiern mit ergänzenden Ritualen wie dem Maibaumkraxeln fanden durchaus weiterhin statt. Der Feiertag wurde 1942 wegen der kriegswirtschaftlichen Erfordernisse vom 1. Mai auf den Samstag, 2. Mai verlegt. Im Jahr 1944 wurde beispielsweise im Reichsgau Tirol-Vorarlberg in der Hauptstadt Innsbruck kein Maibaum mehr aufgestellt, sondern nur noch ein Konzert veranstaltet; in Kufstein wurde noch ein Maibaum aufgestellt, als Rest von Zeremonien „zeigten die Mädel einige Volkstänze“.
In der Nachkriegszeit kamen die Maibaum-Feiern wegen der unerwünschten Assoziation zum Nationalsozialismus an vielen Orten Österreichs schrittweise zum Erliegen, wurden jedoch in der Mitte der 1970er vielfach in unpolitischer Form wiederbelebt.

### Zweite Republik
Nach dem Sieg in der Schlacht um Wien am 13. April 1945 unterstützte die sowjetische Führung die schnelle Bildung einer österreichischen Regierung, um Österreich möglichst schnell aus dem Deutschen Reich zu lösen und eine Einflussmöglichkeit auf Westösterreich zu gewinnen, dessen Besetzung durch die Westalliierten bevorstand. Am 27. April konstituierte sich, wiederum unter der Führung Karl Renners, die provisorische Staatsregierung Renner 1945 – eine Allparteienregierung unter Einschluss der KPÖ – und sprach die Österreichische Unabhängigkeitserklärung aus, gültig mit 1. Mai 1945. Dies war die Geburtsstunde der Zweiten Republik. Am 1. Mai gab es wieder improvisierte Maifeiern mit parteiübergreifender Beteiligung.
Am 13. Mai 1945 beschloss die provisorische Staatsregierung gegen den Widerstand der Kommunisten die neue Bundesverfassung – in Form des Verfassungs-Überleitungsgesetzes, das das Bundes-Verfassungsgesetz von 1929 wieder in Kraft setzte; der zeitweiligen Provisorischen Verfassung für den Neuaufbau der politischen Institutionen; und des Rechts-Überleitungsgesetzes, das die Regierung zur Aufhebung und Änderung nationalsozialistischer Gesetze berechtigte. Alle drei Gesetze wurden auf Gültigkeit mit 1. Mai 1945, gleichzeitig mit der Unabhängigkeitserklärung, rückdatiert.
Im August 1945 legte die Regierung im Feiertagsruhegesetz, § 1, den 1. Mai wiederum als gesetzlichen Feiertag fest – wie auch die religiösen Feiertage mit fixem Kalenderdatum ohne weiteren Namen oder Widmung.

„Als Feiertage im Sinne dieses Gesetzes gelten folgende Tage: 1. Jänner, Ostermontag, 1. Mai, Christi Himmelfahrt, Pfingstmontag, Fronleichnam, 15. August, 1. November, 25. und 26. Dezember.“

Ab 1946 hielten SPÖ und ÖVP getrennte Feiern zum 1. Mai ab – die SPÖ wie schon vor dem Krieg und bis heute als Aufmarsch mit Zentrum Rathausplatz, die ÖVP zunächst im Wiener Konzerthaus, später mit Aufmarsch am Ring vor der Parteizentrale im Palais Todesco.
Infolge der Nationalratswahl in Österreich 1945 wurde Leopold Figl (ÖVP), vormals Funktionär des Ständestaats als Mitglied des Bundeswirtschaftsrates (1934–1938) und niederösterreichischer Führer des regimetreuen Kampfverbandes Ostmärkische Sturmscharen, Bundeskanzler der Bundesregierung Figl I. Vorerst wieder eine Allparteienregierung, war diese seit dem Ausscheiden der KPÖ 1947 eine Koalitionsregierung aus ÖVP und SPÖ. Während dieser erfolgte die Festlegung des 1. Mai zum nunmehr auch im Gesetz selbst so genannten „Staatsfeiertag“. Der Beschluss erfolgte am 20. August 1949 auf Antrag des Ausschusses für soziale Verwaltung unter Vorsitz von Johann Böhm (SPÖ), eingebracht vom Schriftführer des Ausschusses Franz Grubhofer (ÖVP). Eigentlicher Inhalt des Antrages war, den 6. Jänner als Heilige Drei Könige wieder zum offiziellen Feiertag zu erheben. In der Begründung hieß es jedoch, das Feiertagsgesetz von 1945 enthielte neben den zu diesem Zeitpunkt neun religiösen Feiertagen „den 1. Mai als Staatsfeiertag“. Dies wurde nun auch in den Antrag als offizielle Bezeichnung des vorher unbenannten Feiertages aufgenommen, zusammen mit der nunmehrigen Benennung aller religiöser Feiertage:

„Als Feiertage im Sinne dieses Gesetzes gelten folgende Tage: 1. Jänner (Neujahr), 6. Jänner (Heilige Drei Könige), Ostermontag, 1. Mai (Staatsfeiertag), Christi Himmelfahrt, Pfingstmontag, Fronleichnam, 15. August (Mariä Himmelfahrt), 1. November (Allerheiligen), 25. Dezember (Weihnachten), 26. Dezember (Stephanstag).“

Dieser Wortlaut wurde auch im Parlament so beschlossen, womit der 1. Mai per Bundesgesetzblatt BGBl. Nr. 173/1949 auch der Staatsfeiertag der Zweiten Republik war, ohne aber mit einem direkten Gedenkbezug zu ihr versehen zu werden (auch nicht mit der Unabhängigkeitserklärung und der Bundesverfassung). In dieser Form wurde der Staatsfeiertag zusammen mit den anderen Feiertagen auch in das neue Feiertagsruhegesetz 1957 aufgenommen.

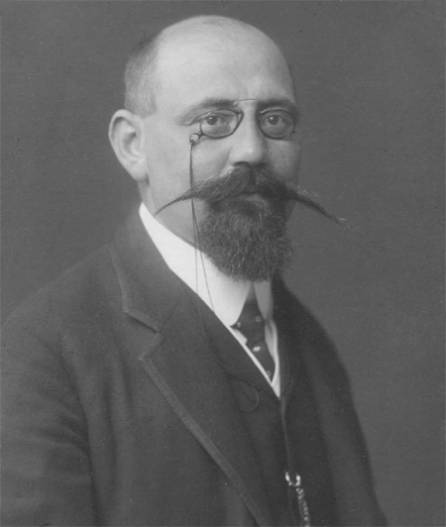
Karl Renner war Regierungschef bei der Einführung des 1. Mai als Feiertag – sowohl 1919, als auch bei der Wiedereinführung 1945.
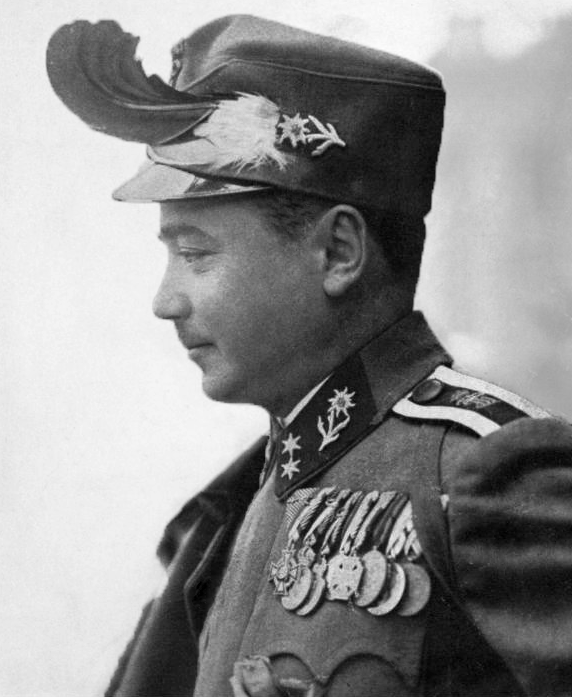
Engelbert Dollfuß widmete 1934 den 1. Mai erstmals als Staatsfeiertag zum „Gedenken an die Proklamation der Verfassung 1934.“
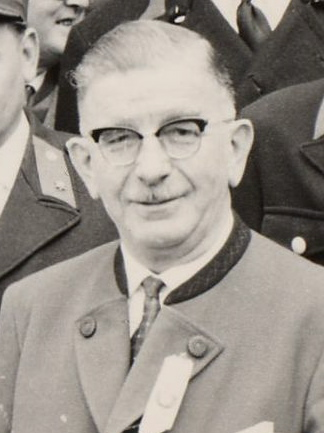
Während der Regierung unter Kanzler Leopold Figl wurde 1949 der 1. Mai zum erstmals im Gesetz selbst so genannten Staatsfeiertag bestimmt.

### Nationalfeiertag
Mit Abschluss des Österreichischen Staatsvertrages am 15. Mai 1955 erlangte Österreich seine Eigenständigkeit wieder. Nach vollendeter Ratifizierung des Vertrages durch alle Signatarstaaten war ein Abzug aller alliierter Soldaten bis zum 25. Oktober vereinbart. Der 26. Oktober war somit der erste Tag Österreichs ohne jede Fremdbeherrschung. An jenem Tag beschloss der Nationalrat als erste souveräne, nach außen wirkende Positionierung Österreichs die immerwährende Neutralität. Diese beiden aufeinanderfolgenden Tage standen daher im Fokus zur Herausbildung eines neuen nationalen Feiertags.
Unterrichtsminister Heinrich Drimmel (ÖVP) ließ per Erlass vom 1. Oktober den 25. Oktober zum Tag Tag der Flagge erklären mit dem Auftrag, die österreichische Flagge an den Schulen zu hissen und den Schülern die Bedeutung dieses Unabhängigkeitstages nahe zu bringen. Am 20. Oktober rief der Wiener Bürgermeister Franz Jonas (SPÖ) zu einem „Tag der Freiheit“ schon am 22. Oktober auf, an dem die Wiener Bürger bis zur bevorstehenden „endgültigen Befreiung“ am 25. Oktober ihre Wohnungen beflaggen sollten. Der 25. Oktober wurde von den maßgeblichen politischen Kräften an den Wiener Schulen zusammen gefeiert. Laut Kanzler Julius Raab (ÖVP) sollte der Tag, obwohl weiterhin Werktag, nunmehr jedes Jahr festlich begangen werden. Schon im nächsten Jahr wurde aber der Tag der Flagge in den Tag der Fahne am 26. Oktober geändert, weil dieser Tag „der ersten Dokumentation eines selbständigen politischen Wollens Österreichs in voller Freiheit“ (Drimmel) langfristig wichtiger schien als der Verweis auf die vormalige Fremdherrschaft. Der Tag der Fahne wurde weiterhin nur in Schulen begangen und war weder schul- noch werkfrei; auch deswegen drang die Änderung des Anlasses kaum ins Bewusstsein der Österreicher.
Am Tag der Fahne 1961 beklagte Drimmel, dass Österreich als einziges Land Europas keinen Nationalfeiertag habe. Im Jahre 1965 wurde dessen Einführung beschlossen, wobei außer dem Tag der Fahne noch mehrere andere Daten – zu diesem Zeitpunkt aber nicht der Staatsfeiertag am 1. Mai – zur Auswahl diskutiert wurden:
- der 12. November, also der erste Staatsfeiertag zur Gründung der Ersten Republik 1918
- der 27. April, an dem Österreich 1945 seine Unabhängigkeit proklamiert hatte (wird seit dem 70. Jubiläum 2015 beim Staatsgründungsdenkmal von offizieller Seite zehnjährlich begangen)[55]
- der 15. Mai, 1955 Tag der Unterzeichnung des Staatsvertrages.

Der 26. Oktober erhielt letztlich die meiste Zustimmung und wurde 1965 zum offiziellen Nationalfeiertag. Aber erst 1967 wurde er den anderen gesetzlichen Feiertagen als schul- und werkfreier Tag gleichgestellt.
Der Staatsfeiertag spielte in den parlamentarischen Debatten zum Nationalfeiertag aber noch zweimal eine gewisse Rolle:
- Die ÖVP Vorarlberg stand der Einführung des neuen Feiertages skeptisch gegenüber. Sie wollte einerseits zugunsten der Wirtschaft keinen weiteren Arbeitstag verlieren, andererseits auch nicht die offen diskutierte Aufgabe eines religiösen Feiertages als Austausch riskieren. Bei einer Umfrage unter Vorarlberger Haushalten waren nur 26,2 % für die Einführung des neuen Feiertages und bevorzugten wenn schon doch den 1. Mai als Nationalfeiertag.[56] Daher schlug der Vorarlberger ÖVP-Abgeordnete Herbert Stohs in der Debatte am 19. Oktober 1966 „Wenn wir auch letztes Jahr den 26. Oktober festgelegt haben...“, „den 1. Mai als Staats- und Nationalfeiertag“ vor, „weil dieser Tag sehr nahe beim 27. April und auch beim 15. Mai liegt.“[57] Doch verzeichnet das parlamentarische Protokoll als Reaktion nur kurz „Bewegung“ in den Bänken.[56][57]
- Die FPÖ bekannte sich weiterhin zur Zugehörigkeit der Österreicher zur deutschen Nation und forderte daher – vergeblich – für den neuen Feiertag den Begriff „Staatsfeiertag“ statt „Nationalfeiertag“. In der parlamentarischen Diskussion am 28. Juni 1967 argumentierte der SPÖ-Abgeordnete Alfred Ströer unter anderem: „Das Wort Nationalfeiertag wurde nicht willkürlich gewählt. Es konnte dieser Tag nicht der Staatsfeiertag werden, weil wir einen Staatsfeiertag schon am 1. Mai feiern.“[58]

Am Status und Namen des Staatsfeiertages am 1. Mai änderte all dies jedoch nichts. Er wurde auch 1983 zusammen mit dem Nationalfeiertag und den religiösen Feiertagen in das neue Arbeitsruhegesetz aufgenommen und ist dort, zusammen mit dem weiterhin gültigen Feiertagsruhegesetz 1957, unverändert geltendes Recht.

## Heutige Situation
Der Staatsfeiertag am 1. Mai ist, seit 1949 unverändert, unter diesem Namen bis heute offizieller Feiertag in Österreich. Als solche deklarierte Feiern zum Staatsfeiertag finden in Österreich jedoch nicht statt. Vom Staatsfeiertag zu unterscheiden ist der 1965 eingeführte, für das nationale Selbstverständnis Österreichs weit bedeutendere Nationalfeiertag am 26. Oktober, an dem Österreich seiner 1955 beschlossenen „immerwährenden Neutralität“ und indirekt des Abzugs der letzten alliierten Besatzungssoldaten gedenkt. Verwechslungen der beiden Feiertage und zahlreiche weitere Irrtümer zum Staatsfeiertag – wie ein vermeintlicher Gedenkbezug zur Bundesverfassung – sind in der Praxis häufig.

### Politische Veranstaltungen

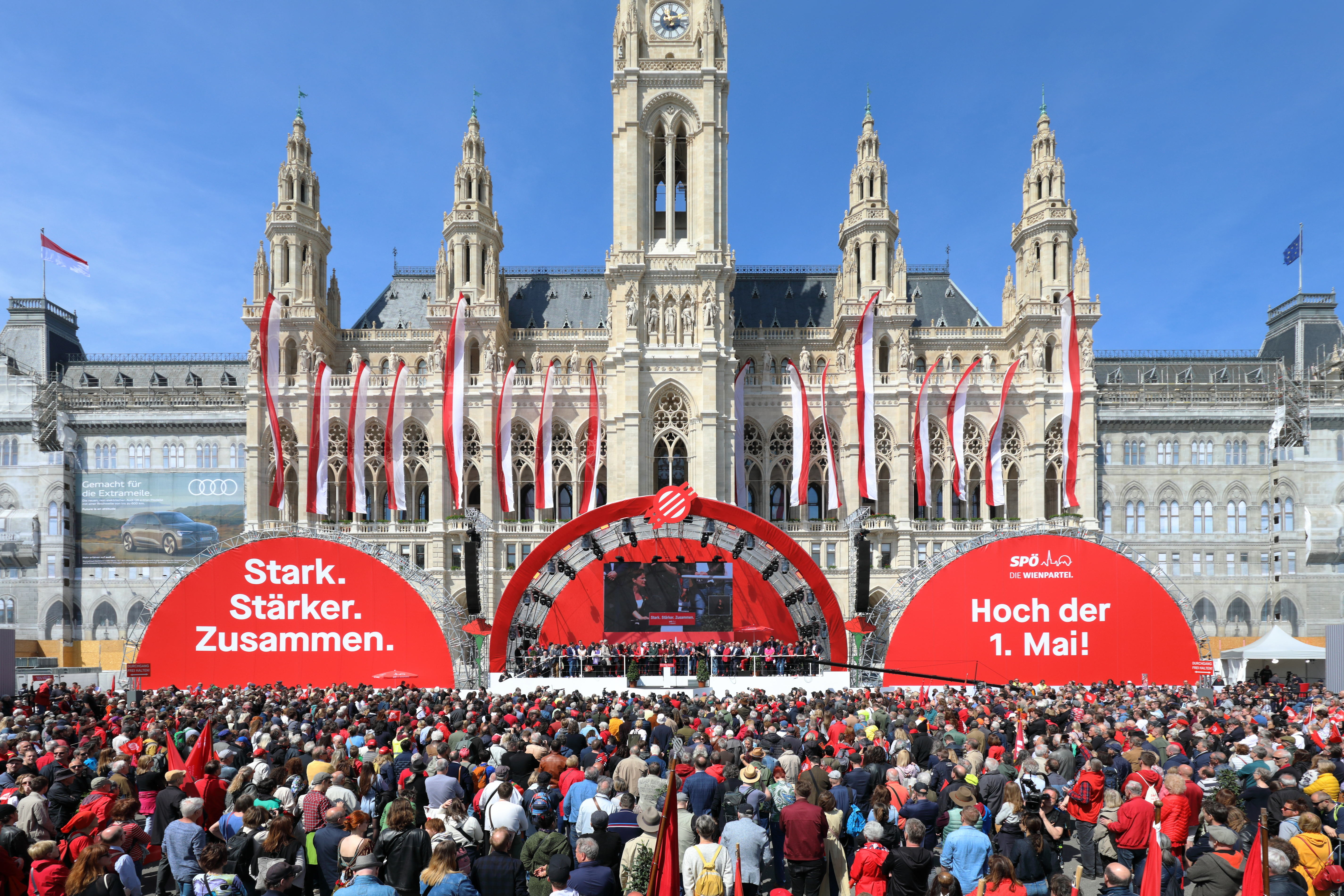
Mai-Aufmarsch 2023 der SPÖ Wien am Rathausplatz

Geprägt ist der 1. Mai in Österreich von den landesweiten Feiern der SPÖ. Allein im bevölkerungsärmsten Bundesland Burgenland gab es 2019 insgesamt 42 SPÖ-Veranstaltungen. Die übrigen Parteien versuchen mit eigenen Aktivitäten am und um den 1. Mai eine gewisse Aufmerksamkeit zu erzielen.
Hauptveranstaltung der SPÖ ist der Aufmarsch in Wien mit Zentrum Rathausplatz, für den "traditionellerweise" Teilnehmerzahlen von etwa 100.000 angegeben werden. Diese Zahlen gelten als massiv überhöht, zumal die verfügbare asphaltierte Fläche maximal 10.000 Quadratmeter beträgt, sich also im Schnitt dort zehn Personen pro Quadratmeter aufhalten müssten (für Stehplätze sind drei Personen je Quadratmeter Grundfläche realistisch). Im Jahr 2019 gab die Polizei eine Teilnehmerzahl von 12.000 an, im Jahr 2022 von etwa 2.000. Für das Jahr 2025 sprachen der ORF und die Tageszeitung Der Standard von "Zehntausenden" Teilnehmern. Der ritualisierte Ablauf umfasst Reden der Spitzenfunktionäre und das Absingen des Liedes der Arbeit, in neuerer Zeit ergänzt durch den anschließenden Mercato Rosso, eine Art Jahrmarkt vor der SPÖ-Zentrale in der Wiener Löwelstraße. Den Abschluss bildet das Maifest im Prater.
Die ÖVP zeigt hier regional und geschichtlich eine große Bandbreite. Ihre Feiern und Aufmärsche erzielten im Wien der Nachkriegszeit durchaus Breitenwirkung mit Massenbeteiligung ihrer Wähler, waren jedoch langfristig gegen die Strahlkraft des SPÖ-Aufmarsches chancenlos. Das 1978 eingeführte Wiener Stadtfest wurde bis 2015 immer am Samstag vor oder nach dem 1. Mai abgehalten und war als Kontrastprogramm konzipiert – gemäß Stadtfestbroschüre 1981 „um zu zeigen, daß man mit Menschen dieses Landes auch gemeinsam etwas tun kann, ohne gleich blockweise im Gleichschritt antreten zu müssen“. Im Jahr 2004 wurde es erstmals auch direkt am 1. Mai ausgetragen (über drei Tage vom 30. April bis zum 2. Mai) und war somit eine direkte Konkurrenzveranstaltung. Zu den aktuell wiederkehrenden Aktivitäten gehören Besuche bei Arbeitnehmern, die ob ihres Dienstes nicht an den Aufmärschen teilnehmen können (etwa Pflegeheime, Polizei, Feuerwehr), Familienfeste, Wandertage und politische Handlungen, wie Pressekonferenzen oder Tagungen des Ministerrats bewusst an jenem Tag. Im Jahr 1999 belebte die ÖVP Liesing die Maibaumtradition in ihrem Bezirk mit einem Maifest am Maurer Hauptplatz.
Wesentlichste Veranstaltung der FPÖ ist ein Frühschoppen mit Rede des Bundesvorsitzenden am Urfahraner Markt in Linz. Die Grünen begehen den Vortag 30. April seit 1997 als Tag der Arbeitslosen und veranstalten Frühstücke mit Bürgergesprächen am Arbeitsmarktservice. Zum „Tag der Bildung“ – ihrem zentralen Wahlkampfthema – riefen die NEOS den 1. Mai erstmals im Jahr 2014 aus. Unter anderem fordern sie höhere Wertschätzung für pädagogische Berufe. Die KPÖ hält linksgerichtete Demonstrationen in mehreren Landeshauptstädten ab.
Die Websites staatsfeiertag.at, nationalfeiertag.at und andere gehören Robert Marschall, dem Gründer der österreichischen EU-Austrittspartei. Die dortigen Ausführungen zu den Feiertagen nutzt er zum Transport seiner politischen Ansichten.

### Maibaumfeiern

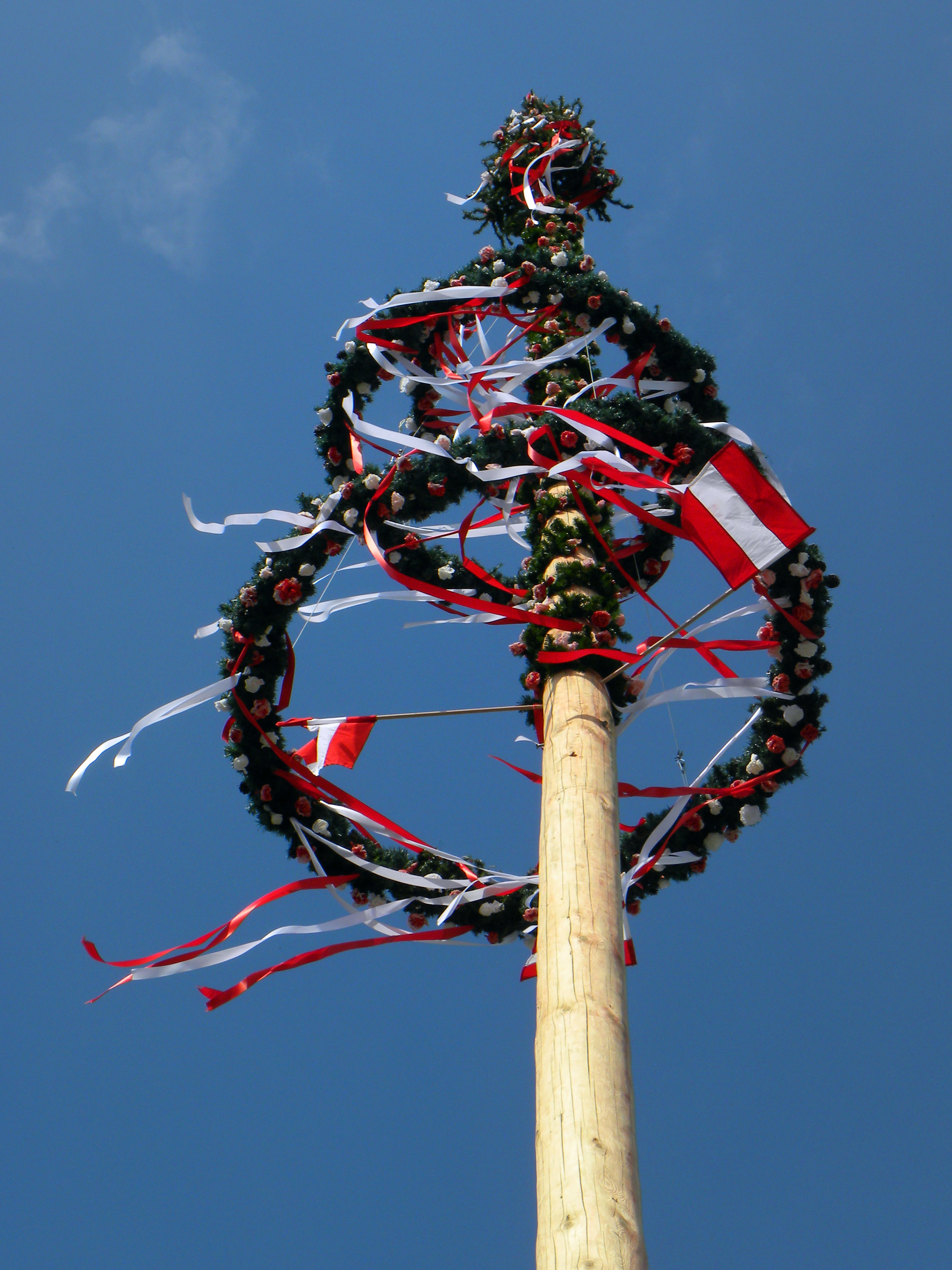
Maibaum in St. Magdalena, Linz

Ländliche Gemeinden, aber auch mehrere Außenbezirke Wiens und anderer Städte pflegen vor allem die Maibaum-Traditionen, woran sich meist auch die jeweils in der Gemeinde regierenden Parteien führend beteiligen. Der Baum wird am 1. Mai oder in der vorangegangenen Walpurgisnacht feierlich geschmückt und ist in jener Nacht besonders gefährdet, dem Maibaumstehlen zum Opfer zu fallen. Auch das Maibaumkraxln und Mai-Umzüge mit Blaskapellen finden meist am 1. Mai statt.

### Lückenhafte Rezeption und Irrtümer
Als offizieller Feiertag ist der Staatsfeiertag unter ebendiesem Namen in offiziellen und privaten Feiertagskalendern eingetragen. Dennoch ist er in der Bevölkerung Österreichs unter dieser Bezeichnung teilweise unbekannt, wird mit dem Nationalfeiertag verwechselt und ist von einer Reihe verschiedener Irrtümer begleitet.
Die fehlende Bekanntheit zeigt sich unter anderem in Veranstaltungsübersichten überregionaler Medien zum 1. Mai, die den Tag der Arbeit und die Maibaumfeiern erwähnen, nicht aber den Namen Staatsfeiertag.

„In Österreich ist der 1. Mai nicht nur als Tag der Arbeit bekannt, sondern auch als Tag des Maibaumes.“

Sozialdemokratische und ihnen nahestehende Quellen zur Geschichte des Feiertages nennen ihn stets 1. Mai, oft ergänzt um die international gängigste Bezeichnung Tag der Arbeit. Statt der Gesetzesbeschlüsse der Nachkriegszeit finden vor allem die improvisierten Feiern schon am 1. Mai 1945 Erwähnung. Insbesondere beziehen die entsprechenden Ausführungen den Status des 1. Mai als Staatsfeiertag auf die Einführung des Tages als offiziellen, staatlichen Feiertag Österreichs im Jahr 1919. Auch andere Quellen folgen dieser Interpretation. Manche österreichischen Quellen erwähnen nur die Einführung des offiziellen Feiertages 1. Mai im nationalsozialistischen Deutschland und verschweigen damit die Einführung als Feiertag in Österreich 1919.
Auch außerhalb sozialdemokratischer Kreise, und selbst in der ÖVP, ist der Irrtum verbreitet, der Staatsfeiertag sei in Österreich offiziell als „Tag der Arbeit“ gewidmet. Für den Medienwissenschaftler Peter Diem (ÖVP) sind der „Tag der Arbeit“ und der Nationalfeiertag zusammen die „Staatsfeiertage“ Österreichs. Dies führt auch zu Vorschlägen zur Namensänderung: Die ehemalige Parlamentspartei BZÖ schlug am 1. Mai 2014 vor, den „Tag der Arbeit“ in „Tag der geknechteten Steuerzahler“ umzubenennen. Kurz darauf äußerte die parteilose, von der ÖVP nominierte Familienministerin Sophie Karmasin die Idee, den „Tag der Arbeit“ abzuschaffen und durch den Internationalen Tag der Familie, einen Gedenktag der Vereinten Nationen am 15. Mai, als offiziellen Feiertag zu ersetzen. Dies rief Empörung in der SPÖ hervor und fand auch in der ÖVP keine Unterstützung; Innenministerin und ÖAAB-Chefin Johanna Mikl-Leitner sowie Generalsekretär Gernot Blümel schlugen stattdessen vor, den 1. Mai in „Tag der Arbeit und der Familie“ umzubenennen; Karmasin schloss sich daraufhin dieser Linie an. Die Meldung der Austria Presse Agentur zur Debatte stellte klar: „Die Debatte hat indes ohnehin eher symbolischen Charakter. Denn im Paragraf 1 des Feiertagsruhegesetzes, der die bundesweiten arbeitsfreien Tage definiert, ist der 1. Mai schlicht der "Staatsfeiertag" (gegenüber dem "Nationalfeiertag" am 26. Oktober). Der Anlass wird nicht näher ausgeführt, eine thematische Widmung gibt es somit nicht.“
In offiziellen und wissenschaftlich-historischen Artikeln zum Nationalfeiertag und den früheren Staatsfeiertagen als seinen Vorläufern (inklusive dem 1. Mai als Staatsfeiertag des Ständestaates) wird der 1949 festgelegte Staatsfeiertag am 1. Mai oft vollständig ignoriert, beispielsweise im Österreich-Lexikon, in Büchern des Historikers Ernst Bruckmüller und einer Ausstellungsbeschreibung des Vorarlberger Landesarchivs. Der Historiker Gustav Spann schrieb in seinem ausführlichen Artikel Zur Geschichte des österreichischen Nationalfeiertages explizit: „So hatte Österreich zwischen 1945 und 1955 keinen offiziellen Staatsfeiertag.“ Andere Quellen ergänzen ähnliche Aussagen mit dem Hinweis auf den 1949 „ganz formell“ eingeführten Staatsfeiertag. Quellen, die die 1949 erfolgte Festlegung des 1. Mai als Staatsfeiertag nennen, erwähnen oft nicht, dass er schon 1945 wieder als Feiertag eingeführt worden war. Ein Artikel der Tiroler Tageszeitung zur Geschichte des Feiertages geht daher davon aus, dass es zwischen 1945 und 1949 keinen offiziellen Feiertag gab, und vermutet: „Der 1. Mai wurde von der Arbeiterschaft wohl trotzdem gefeiert.“ Andere Quellen erwähnen umgekehrt die Wiederbestimmung zum Feiertag 1945 ohne die Benennung als Staatsfeiertag 1949 oder nehmen irrtümlich an, der 1. Mai sei schon 1945 zum Staatsfeiertag erklärt worden.
Durch die geringe Rezeption des Staatsfeiertages und die üblicherweise synonyme Bedeutung der Bezeichnungen „Staatsfeiertag“ und „Nationalfeiertag“ kommt es häufig zu einer Vermengung und Verwechslung. Google-Suche nach Staatsfeiertag Österreich zeigte noch 2020 als herausgehobenes Ergebnis im Knowledge Panel den Nationalfeiertag am 26. Oktober, mittlerweile jedoch diesen Wikipedia-Artikel. Artikel zum Nationalfeiertag bezeichnen ihn des Öfteren als „Staatsfeiertag“. Beispielsweise heißt es in einem Dokument des Innenministeriums zum Nationalfeiertag: „Zwei Jahrzehnte nach dem Ende der NS-Diktatur hatte Österreich wieder einen Staatsfeiertag.“ Umgekehrt wird auch der Staatsfeiertag der Ersten Republik teils fälschlich als „Nationalfeiertag“ bezeichnet. Manchmal wird der aktuelle Staatsfeiertag direkt mit dem von Dollfuß 1934 eingeführten identifiziert, der demnach „mit Unterbrechung seit dem 1. Mai 1934 gefeiert“ würde.
Ein anderer recht häufiger Irrtum besteht darin, im Staatsfeiertag den Gedenktag zur Wiederinkrafttretung der Bundesverfassung zu sehen. Zwar wurde, wie oben beschrieben, am 13. Mai 1945 die Wiedereinsetzung der alten Verfassung beschlossen, rückwirkend wirksam mit 1. Mai 1945 – somit zeitgleich mit der Wirksamkeit der am 27. April 1945 ausgesprochenen Unabhängigkeitserklärung – doch wurde die Benennung des Staatsfeiertags 1949 auf keines von beiden gewidmet. Seit 1990 gedenkt der österreichische Verfassungsgerichtshof mit dem Verfassungstag am 1. Oktober dem in der Konstituierenden Nationalversammlung vom 1. Oktober 1920 beschlossenen Bundesverfassungsgesetz. Ein Gedenken an die Unabhängigkeitserklärung vom 27. April 1945 wird seit dem 70. Jubiläum 2015 beim Staatsgründungsdenkmal von offizieller Seite zehnjährlich begangen.
Auflistungen der nationalen Feiertage weltweit zeigen für Österreich stets den Nationalfeiertag an, der Staatsfeiertag wird in diesem Zusammenhang nicht erwähnt – im Gegensatz etwa zum gleichnamigen Staatsfeiertag von Liechtenstein (15. August).